# London by Night (film 1937)
London by Night è un film del 1937 diretto da William Thiele (Wilhelm Thiele). La sceneggiatura si basa su The Umbrella, un lavoro teatrale di Will Scott che non fu mai rappresentato.

## Produzione
Le riprese del film, prodotto dalla Metro-Goldwyn-Mayer (MGM) con il titolo di lavorazione The Umbrella Man, durarono da inizio giugno 1937 al 26 dello stesso mese.

## Distribuzione
Il copyright del film, richiesto dalla Metro-Goldwyn-Mayer Corp., fu registrato il 29 luglio 1937 con il numero LP7339.
Distribuito dalla Metro-Goldwyn-Mayer (MGM), il film uscì nelle sale cinematografiche USA il 30 luglio 1937. In Belgio, fu presentato a Bruxelles il 19 agosto 1938 con il titolo francese Londres la nuit.